# 尤津基 (阿拉斯加州)
尤津基（英語：Ouzinkie），是美国阿拉斯加州的一座城市。该市的人口在2000年为225人，2010年有161人。人口在阿拉斯加州排行第116。